# Pasqual Coco
Pascual Coco Reynoso (nacido el 24 de septiembre de 1977 en Santo Domingo) es un ex lanzador dominicano que jugó en las Grandes Ligas. Coco lanzó alrededor de tres temporadas con los Azulejos de Toronto desde 2000 hasta 2002.
El estilo de pitcheo de Coco consiste en lanzar una recta de 90-92 MPH  y una enérgica palmball (bola lanzada con la palma de la mano como soporte principal) a 81-83 MPH.
El 30 de mayo del 2006 lanzó un juego perfecto en la Liga Mexicana de Béisbol con el equipo de los Acereros de Monclova contra los Tigres de la Angelópolis, el juego fue acortado por la lluvia a 5 entradas en un partido que terminó 6-0.